# عامل إطلاق النوربينفرين

نورإبينفرين

عامل إطلاق النوربينفرين (NRA)، المعروف أيضًا باسم عامل إطلاق الأدرينالية، هو نوع من الأدوية الكاتيكولامينية التي تحفز إطلاق النوربينفرين والإبينفرين من الخلايا العصبية قبل المشبكية إلى المشبك. وهذا بدوره يؤدي إلى زيادة تركيزات النورإبينفرين والإبينفرين خارج الخلية وبالتالي زيادة في النقل العصبي الأدرينالي. 

## الاستخدامات والأمثلة
تستخدم لمجموعة متنوعة من الحالات بما في ذلك ما يلي:
- اضطراب نقص الانتباه وفرط النشاط (ADHD) - مثل الأمفيتامين والميثامفيتامين والبيمولين.
- مثبطات الشهية في علاج السمنة - على سبيل المثال، فينترمين، بنزفيتامين، فينميترازين.
- عوامل تعزز اليقظة في علاج النوم القهري - مثل الأمفيتامين والميثامفيتامين.
- احتقان الأنف - على سبيل المثال، الايفيدرين ، سودوفدرين.